# Isokron karta

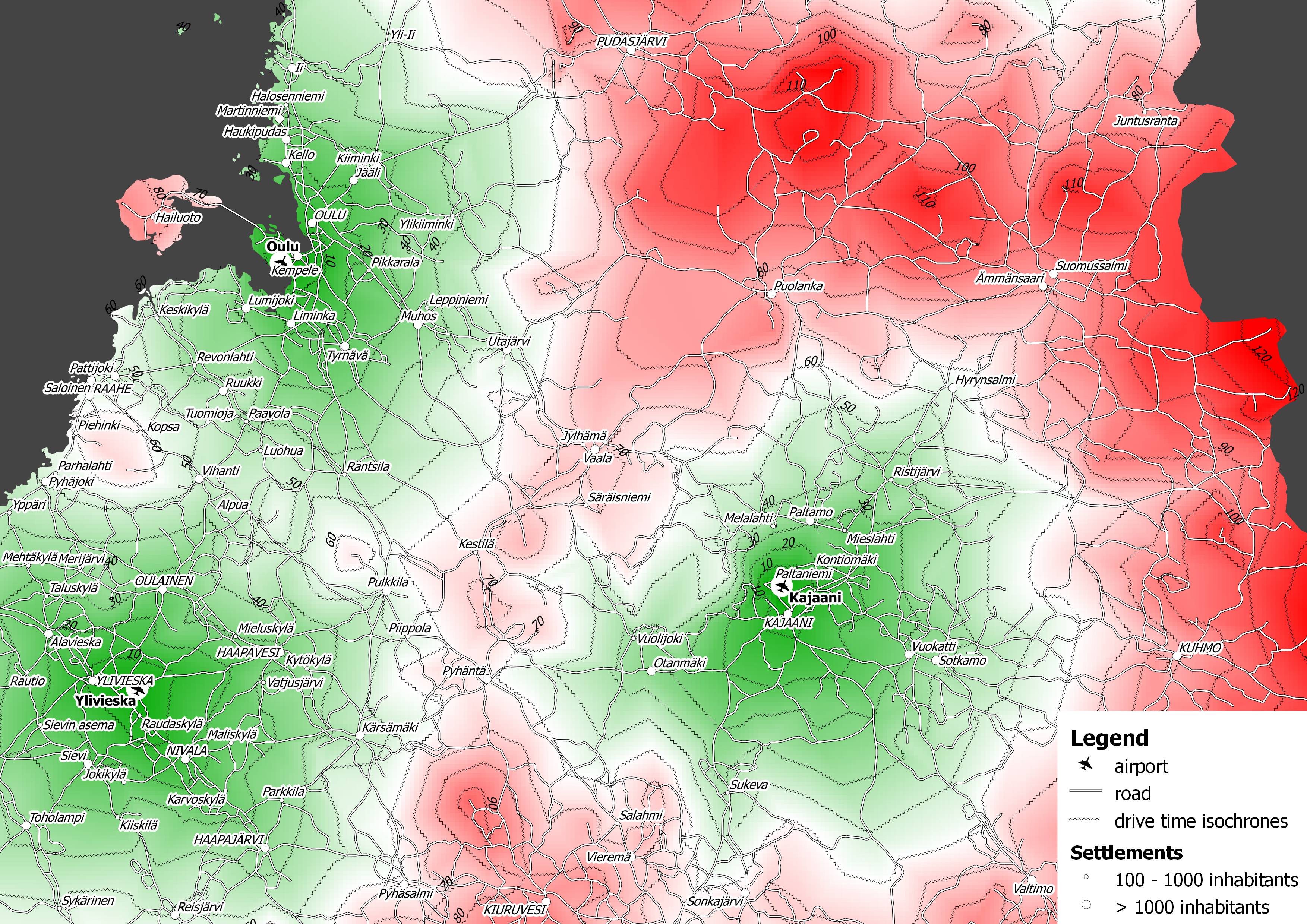
En isokron karta som visar körtider runt flygplatser i norra Finland 2011.

En isokron karta (eller diagram) i geografi och stadsplanering är en karta som kopplar områden till isokroner mellan olika punkter. En sådan karta kallas ibland en isokron (iso = lika, krona = tid).  I hydrologi och trafikplanerings används isokron kartor för att visa områden med lika lång tid. Termen används också i kardiologi.   

## Användning

### Transportplanering

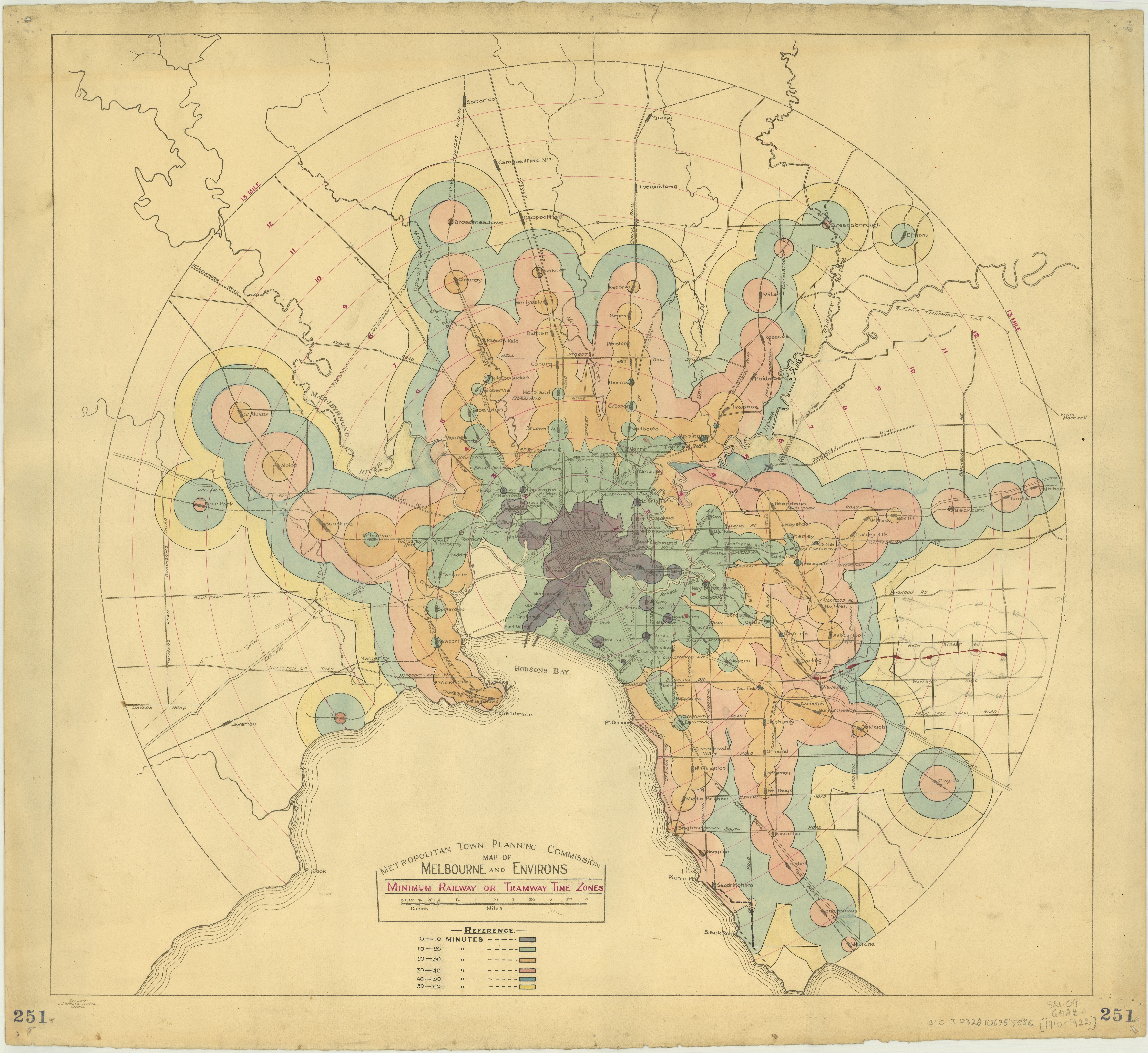
En gammal isokron karta över Melbourne som visar resetider i järnvägssystemet, 1910-1922

Isokron kartor används i transportplanering för att visa tillgänglighet i transportsystemet där restid används som kostnaden.  Dessa kartor kan skapas för olika transportmedel  som till exempel: fot, cykel och bil. 